# El Bluff
El Bluff, med 1 833 invånare (2005), är den näst största orten i kommunen Bluefields i Región Autónoma de la Costa Caribe Sur, Nicaragua. Den ligger på det södra spetsen av halvön med samma namn, mellan Bluefieldsbukten och det Karibiska havet, där floden Río Escondido rinner ut i havet. El Bluff har en av Nicaraguas fem hamnar för havsgående lastfartyg.

## Historia
El Bluff grundades som en militärpostering vid det strategiskt viktiga utloppet från floden Río Escondido och Bluefieldsbukten. År 1988 förstördes orten och hamnen av Orkanen Joan, men de har byggts upp igen.

## Transporter
Hamnen i El Bluff (Puerto El Bluff) är en av de tre viktigaste i östra Nicargua. Den har en 160 meter lång pir med 5 meters djup. Hamnen hanterar framför all import av bensin och diesel samt en begränsad export av räkor, hummer, kött och trä. Det finns även en fiskehamn i El Bluff, samt en passagerarhamn för reguljär båttrafik med kommunens centralort Bluefields. Det går inga vägar till El Bluff utan i princip all person och godstrafik sker med båt.

## Natur
I ortens norra del finns det en fin karibisk sandstrand vid namn Playa El Bluff. Precis öster om husbebygelsen ligger det en 43 meter hög kulle med en fyr.